# 穆罕默德·西索科
穆罕默德·拉明·施素高（法語：Mohamed Lamine Sissoko，1985年1月22日—），生於法國蒙聖埃尼昂，馬里足球運動員，是一名穆斯林，司職防守中場，前利物浦領隊賓尼迪斯非常認同他緊逼性的防守風格，更稱讚他為「新韋拉」。
施素高是前華倫西亞球員、1970年非洲足球先生沙利夫·基達的外甥。

## 球員生涯

### 早期
施素高生於法國蒙聖埃尼昂，出道於法國地方小球會，14歲时他決定以足球作為事業，後來他被歐塞爾的球探相中，2002年在歐塞爾開始他的職業生涯，但卻不能擠身於歐塞爾的一隊。但僅一個球季後，18歲的施素高離開歐塞爾，轉會西班牙。當時的施素高被視為一位前鋒球員，但當時巴倫西亞的新教練賓尼迪斯認為他相當有潛質，可以改造為一個精力旺盛的中場，就是他現在所踢的位置。
2004年9月，當施素高在巴倫西亞時引起一段爭議。事緣施素高代表馬里參加06世界盃非洲區外圍賽對塞內加爾比賽後，遲到返回球隊訓練，當時他向領隊雲尼亞里聲稱參加一場對肯亞的友誼賽。但西班牙傳媒不久便發現該場比賽根本沒有舉行，施素高是因為父親被送到了醫院，而回家探望。雲尼亞里原諒了他，並道：「他很年青，因此他犯了錯誤。」

### 利物浦

#### 2005-06
2005年7月10日利物浦捷足先登，先愛華頓一步把施素高從巴倫西亞帶至利物浦，轉會費560萬鎊。施素高兩季前由歐塞爾加盟巴倫西亞，正是由賓尼迪斯一手引進，因此賓尼迪斯相當了解其實力。
很多人將施素高視為歐洲的明日之星，利物浦領隊賓尼迪斯極度讚揚施素高，認為「他有比同年紀的人難以置信的能力。」，並認為18歲時的韋拉表現都不比他好，施素高跑動比韋拉更多，幾年後他會變得更好。
效力利物浦初期，他的表現確實與剛加盟阿仙奴的韋拉相似，經常因為剷球判斷時間不準、魯莽攔截而被罰黃牌。然而，他這種緊逼性的防守風格對利物浦相當有用，施素高迅速融入球隊，很快便獲得紅軍球迷的支持，為他製作一幅有"Momo Is Boss"口號的馬里旗幟。
2006年2月，歐聯十六強賽事首回合，利物浦作客對葡超球會賓菲加，被對方球員比圖踼傷了右眼，被即時送住醫院。經過檢查證實視網膜嚴重受傷，令施素高的足球事業幾乎終結，但經過手術治療後，復原情況良好。僅僅一個月後，施素高已經戴著保護眼鏡再為利物浦上陣，該場英格蘭聯賽盃第六輪對伯明翰的賽事，利物浦大勝7:0。該季，施素高更於英格蘭足總盃對韋斯咸決賽上陣，協助紅軍奪得冠軍。
施素高養傷期間需要戴上特製保護眼鏡，因患青光眼而同樣戴上護鏡的荷蘭國腳戴維斯亦為施素高給予不少意見。視力問題令施素高產生不少煩惱，醫生建議他兩年內均要戴上護鏡比賽，但比賽時眼鏡內產生水氣，令他放棄戴上護鏡比賽。2007年3月對曼聯的比賽中施素高更有幾秒突然失去視力，可見視力問題對其表現有不少影響。
2006年，施素高在球會舉辦的「100位震撼高普看台的球員」(100 Players Who Shook The Kop)選舉當中，獲選為第93名，可見他在利物浦球迷心目中的地位。

#### 2006-07
2006-07年球季，施素高有一個不俗的開始。在英格蘭社區盾對去屆聯賽冠軍車路士的比賽中，其出色表現令利物浦以2:1擊敗車路士，他更獲選為該場最佳球員。但在他復岀不久，11月9日在英格蘭联賽杯对伯明翰一仗中，施素高肩膀脫臼，缺陣三个月。最終在2007年2月10日對紐卡素的聯賽才能夠復岀並正選上陣。
傷愈後，對他真正的考驗是歐聯十六強淘汰賽對去屆冠軍巴塞隆拿，該場施素高被歐洲足協選為最佳球員。但是餘下球季他卻要面對於一月加盟的阿根廷中場馬斯查蘭奴的挑戰，兩人競爭中施素高處於下風，在歐聯決賽中，馬斯查蘭奴更獲正選上陣壓制卡卡。因此，不禁令人懷疑他會離開紅軍，大球會如祖雲達斯、巴塞隆拿均表示對施素高的興趣。但在2007年6月28日，施素高與紅軍續約四年直至2011年，打破離開球會的傳聞。

#### 2007-08
此季利物浦大量增兵，引入班拿約、賴恩巴布等進攻球員和巴西小將盧卡斯，除了令謝拉特不用兼任右中場，可重歸中場中的位置，施素高成為中場中路位置的最後選擇。
結果施素高於8月25日的比賽才獲得正選上陣，該場利物浦作客新特蘭，施素高於上半場28分鐘接應禾朗連的傳球，於禁區頂離龍門25碼處射入一球。該球是利物浦歷史上第7000個入球，亦是施素高效力利物浦以來的第一個入球。
本賽季隨著馬斯查蘭奴開始受重用，而且巴西小將盧卡斯·利華表現成熟，施素高已經被擠到冷板凳上。因此施素高希望利物浦同意他在明年1月轉會。2008年1月29日，利物浦正式以820萬英鎊把施素高賣給祖雲達斯，施素高同樣穿上22號球衣。

### 祖雲達斯
施素高在2008年1月轉會窗中轉會至意大利球隊祖雲達斯，憑優秀的攔截技術，大大解放了球隊後防的壓力，助祖雲達斯奪得參加歐聯資格。2008年8月，祖雲達斯決定與施素高續約，為期5年的新合约，至2013年6月30日到期。

### 傑志
2018年7月4日，港超聯球會傑志宣佈施素高落實加盟。

## 國家隊生涯
施素高於法國出生，曾代表法國參加U21的賽事。但根據國際足協新規例，他最終選擇代表馬里。他於2003年11月19日首次代表國家隊與摩洛哥進行一場友誼賽。
他是馬里國家隊的重心人物，在2004年非洲國家盃帶領球隊打入四強，出戰5場並射入一球。在2004年奧運足球比賽中他亦代表馬里上陣，雖然在小組以首名出線，但其後於八強中被意大利以1:0擊敗。

## 榮譽
- 2003-04 西班牙甲組足球聯賽 冠軍
- 2003-04 歐洲足協盃冠軍
- 2004 歐洲超級盃冠軍

 利物浦
- 2005 歐洲超級盃冠軍
- 2005-06英格蘭足總盃冠軍
- 2006英格蘭社區盾冠軍

 巴黎聖日耳門
- 2012－13 法國甲組足球聯賽冠軍

## 球會表現統計
統計截至2007年12月12日。
| 球會    | 球季    | 英超 | 英超 | 足總盃 | 足總盃 | 聯賽盃    | 聯賽盃    | 歐洲賽 | 歐洲賽 | 其他 | 其他 | 總數 | 總數 |
| 球會    | 球季    | 出場 | 進球 | 出場   | 進球   | 出場      | 進球      | 出場   | 進球   | 出場 | 進球 | 出場 | 進球 |
| ------- | ------- | ---- | ---- | ------ | ------ | --------- | --------- | ------ | ------ | ---- | ---- | ---- | ---- |
| 利物浦  | 2007-08 | 9    | 1    | 0      | 0      | 1         | 0         | 3      | 0      | 0    | 0    | 13   | 1    |
| 利物浦  | 2006-07 | 16   | 0    | 0      | 0      | 2         | 0         | 9      | 0      | 1    | 0    | 28   | 0    |
| 利物浦  | 2005-06 | 26   | 0    | 6      | 0      | 0         | 0         | 11     | 0      | 2    | 0    | 45   | 0    |
| 球會    | 球季    | 西甲 | 西甲 | 國王盃 | 國王盃 | --------- | --------- | 歐洲賽 | 歐洲賽 | 其他 | 其他 | 總數 | 總數 |
| 球會    | 球季    | 出場 | 進球 | 出場   | 進球   | 出場      | 進球      | 出場   | 進球   | 出場 | 進球 | 出場 | 進球 |
|         | 2004-05 | 24   | 0    | 0      | 0      | -         | -         | 5      | 0      | 0    | 0    | 29   | 0    |
| 2003-04 | 21      | 0    | 4    | 0      | -      | -         | 9         | 1      | 0      | 0    | 34   | 1    |      |
| 總數    |         | 96   | 1    | 10     | 0      | 3         | 0         | 37     | 1      | 3    | 0    | 149  | 1    |

## 外部連結
- soccerbase 施素高職業生涯數據 （页面存档备份，存于）
- 利物浦官方網站 施素高檔案
- 英國BBC 施素高檔案 （页面存档备份，存于）
- Mohamed Lamine Sissoko - football-talents.co.uk （页面存档备份，存于）